# James Manby Gully

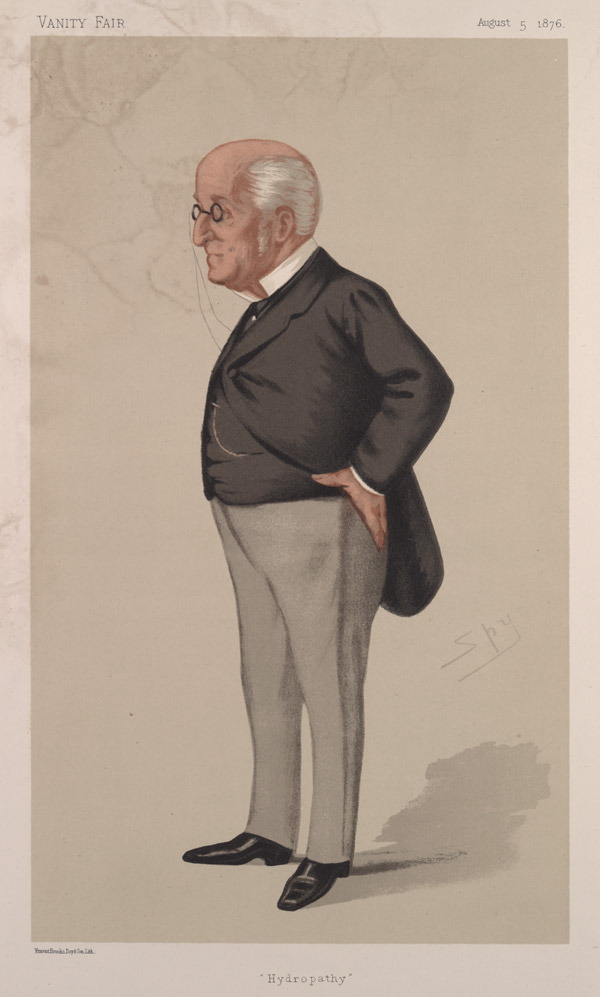
James Manby Gully, dans Vanity Fair, en 1876.

Dr James Manby Gully (14 mars 1808 - 27 mars 1883), est un médecin victorien, connu pour pratiquer le thermalisme. Avec son partenaire James Wilson, il fonde une clinique d'"hydropathy" (terme de l'époque) à Malvern dans le Worcestershire, qui est fréquentée par de nombreux notables victoriens, et notamment des personnalités telles que Charles Darwin et Alfred Tennyson.
Il est également l'un des suspects de l'affaire d'empoisonnement Charles Bravo qui est finalement restée non résolue.

## Carrière
Gully étudie la médecine à Paris et à l'université d'Édimbourg. À partir de 1830 il exerce à Londres, mais est déçu par l'orthodoxie inflexible de la médecine occidentale.
En 1842, il lit un article de Vincenz Priessnitz, un chirurgien autrichien qui défend le thermalisme. Il quitte aussitôt la chirurgie et Londres et établit sa première clinique de cure à Malvern avec James Wilson, un autre hydrothérapeute.
La renommée de l'établissement augmente et Gully et Wilson deviennent des figures populaires au niveau national. Deux autres cliniques sont ouvertes à Malvern et reçoivent des patients célèbres tels que Charles Darwin, Charles Dickens, Thomas Carlyle, Florence Nightingale, Alfred Tennyson et Samuel Wilberforce.

## Croyance et causes
Gully est un orateur et un écrivain populaire. Il est également un fervent défenseur de nombreuses causes féminines. Il défend ainsi le droit au vote des femmes et les ligues de tempérance associés au mouvement féministe, l'alcool étant souvent la cause de violences conjugales. Il crée une séparation nette entre les sexes dans ses cliniques et pense que de nombreuses plaintes psychologiques féminines (dépression, anxiété, hypocondrie, hystérie) sont dues aux pressions exercées sur les femmes victoriennes, qui se doivent d'être chastes, sans ambition professionnelle, efficaces, altruistes, au détriment de leur bien-être personnel.

## Affaire de Florence Bravo
En 1872 il rencontre une jeune femme nommée Florence Ricardo (plus tard Florence Bravo). Ils deviennent secrètement amants. L'année suivante, alors qu'elle voyage avec Gully vers Kissingen en Allemagne, Florence tombe enceinte et c'est Gully qui pratique l'avortement. Par la suite leur relation devient purement platonique.
Puis Florence rencontre Charles Bravo, et ils se marient en 1875. Après avoir appris cette nouvelle par courrier, Gully aurait littéralement déchiré la lettre en morceaux. Quelques mois plus tard, le 19 avril 1876, Charles Bravo meurt d'empoisonnement. Le coupable ne fut jamais retrouvé, Gully est considéré comme suspect, ainsi que Florence, mais l'affaire n'est jamais résolue.
Gully meurt en 1883. Son fils William Gully, homme politique libéral, est  président de la Chambre des communes de 1895 à 1905.